# استروشن
اِستَرَوشَن (به تاجیکی: Истаравшан) (بونجیکت قدیم، مدتی نیز با نام: اوراتپه یا اوراتیوبه (Ура-Тюбе)) یکی از شهرهای ولایت سغد در کشور تاجیکستان است. این شهر نزدیک خجند و رودخانهٔ سیردریا قرار گرفته‌است و حدود ۶۰٬۰۰۰ نفر جمعیت دارد (برآورد سال ۱۳۸۶خ). این شهر در طول تاریخ و در نوشته‌های فارسی و عربی با نام‌های اُسروشَنَه، اَسروشَنَه، و اِسرَوشَنَه نیز شناخته شده است.
استروشن در کوهپایه‌های شمالی رشته‌کوه‌های زرافشان واقع شده و یکی از قدیمی‌ترین شهرهای تاجیکستان است.
گفته می‌شود که حیدر پسر کاووس، شاهزادهٔ اشروسنه که با نام افشین شناخته می‌شده، و از شخصیت‌های نامدار تاریخ ایران در سده‌های نخستین پس از تسلط خلفای عباسی بر ایران، اهل اشروسنه—کوهستانی میان سمرقند و خوقند (و یا خوجنده)—بوده است.

## تاریخچه
کورش بزرگ در مکانی که امروزه استروشن قرار دارد شهر کوروش‌کده را به عنوان پایگاهی در مقابل تازش بیابانیان بنیاد کرد.
در استروشن بازمانده‌های آتشکده‌ای نیز وجود دارد که به آن مغ‌تپه می‌گویند.